# Christus Koningkerk (Antwerpen)
De Christus Koningkerk is een parochiekerk in Antwerpen in de wijk Kiel en een voormalig Museum voor de Vlaamse kunst.
Het gebouw is gelegen aan de Jan De Voslei te Antwerpen centraal in de terreinen van de wereldtentoonstelling van 1930 waarop het diende als Museum voor de Vlaamse kunst.
Het werd ontworpen door Jos Smolderen in een moderne romaans-byzantijnse stijl en werd gebouwd tussen 1928 en 1930. De kerk heeft 3 monumentale koepeldaken bekleed met koper. De glasramen werden ontworpen door Eugeen Yoors en Jos Michiels, gerealiseerd door verschillende Belgische ateliers. De kerk heeft een opmerkelijk elektropneumatisch Klais-orgel uit 1930 met 5564 pijpen, en meet 14,5m breed bij 12m hoog. Het eerste orgelrecital werd gegeven door Flor Peeters in 1930. Het ‘Orgelcomité Kristus-Koning’ organiseert sinds 1991 jaarlijks een orgel-cyclus om het Klais-instrument in de kijker te zetten.
Sinds 1988 is het gebouw opgenomen in de lijst van beschermde gebouwen.
De kerk werd ingewijd door kardinaal Van Roey op 22 juni 1937. Ze wordt toegewijd aan Christus Koning, en vindt zijn oorsprong in het feest van Christus Koning, dat werd ingesteld door Paus Pius XI in zijn encycliek Quas primas uit 1925. Ze doet dienst als parochiekerk van de Rooms-Katholieke kerk bisdom Antwerpen.

## Toren

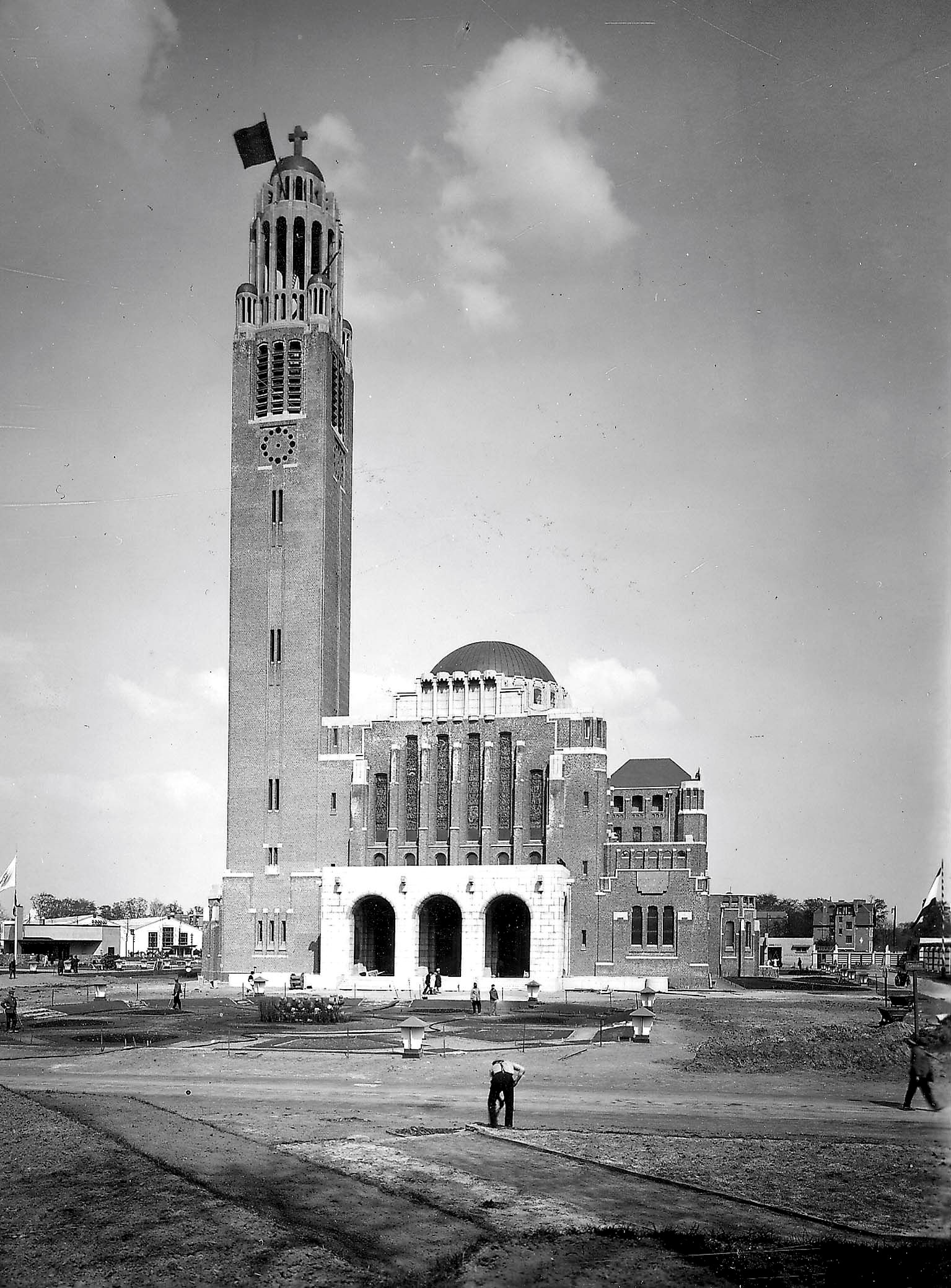
Christus Koningkerk met oorspronkelijke toren

De toren, een prominente blikvanger in het stadsbeeld, is ontworpen als een langgerekte kubus met een hoogte van 64 meter en een vierkante basis van 8 bij 8 meter. De toren was ooit hoger en reikte tot 10 meter boven zijn huidige hoogte dankzij een opengewerkte stenen campanile, wat hem een slanker uiterlijk gaf tot in de jaren 1970. De structuur lijkt op één massieve balk met onderbroken muren door smalle lichtopeningen, behalve in de bovenste geleding waar galmgaten en uurwijzerplaten zijn ingewerkt. Hoewel oorspronkelijk gepland, zijn de beiaard en klok nooit geïnstalleerd.
In 1975 moest de prachtige art-deco-torenlantaarn wegens bouwvalligheid worden afgebroken. Een koepelvormige torenbekroning werd in plaats daarvan toegevoegd, als een kleiner, herhalend motief van de drie grote koepels van de middenbeuk.